# 舒自志
舒自志（16世紀—1640年代），字履初，湖廣辰州府溆浦縣人，明朝政治人物。

## 生平
舒自志是萬曆三十七年（1609年）的舉人，任武義知縣，平易近人，有廉惠聲譽，調陞處州海防同知，當時倭寇剛剛平定，鄭芝龍等人依然縱掠為患，他就訓練保甲、修繕武器，說：「我要保衛你們的家，請踴躍聽令。」使軍肅民安，加巡海僉事銜，因母親年老請求終養，回鄉後恭敬如普通人一樣，母親六十三歲去世，哀毀一如禮制。
後來李自成攻陷北京，崇祯帝殉國，舒自志得知後憂憤不已，寫下詩：「急流思砥柱，徤隼奮高秋。」萬才攻打溆浦的龍鳳寨、石盤寨，他率領鄉人在龜山自保，萬才三年也無法攻下才離開，他在寨內去世，年七十三歲，同時嘉興通判向秋闈也帶領鄉人在雞公山結寨，和他相為犄角，得知他去世後作詩致哀。兒子舒養粹，決意不仕。

## 引用
1. 1 2  同治《溆浦縣志·卷十五·仕宦》：舒自志，字履初，萬厯己酉舉人，授武義令，平易近人，以廉惠著；遷義烏令，擢處州司馬分守海防，時倭寇始平，鄭芝龍等猶縱掠為患，自志乃嚴保甲、繕武備，諭曰：「吾以衛若家，咸踴躍聽令。」軍肅民安，升巡海僉事，母老乞終養得允歸田，後恂恂如常人。母卒年六十三，哀毀如禮；闖賊陷京師，思宗殉國，聞之憂憤不已，作詩曰：「急流思砥柱，徤隼奮高秋。」後萬才掠溆，攻龍鳳、石盤兩寨屠之，自志乃率鄉人保於龜山，萬才攻之三年不克乃解去，自志卒於寨年七十三，時嘉興通判向秋闈亦率鄉人結寨於雞公山，與自志相為犄角，及卒自志為詩哀之。 陶志
2. ↑  錢海岳《南明史·卷八十三·列傳第五十九》：舒自志，字履初，溆浦人。萬曆三十七年舉人。自武義知縣遷處州同知，清衙蠧，加僉事銜，歸。湖南陷，以鄉兵保龜山三年卒。子養粹，字完白，絕意進取。